# Linum brevistylum
Linum brevistylum är en linväxtart som beskrevs av C.M. Rogers. Linum brevistylum ingår i släktet linsläktet, och familjen linväxter. Inga underarter finns listade i Catalogue of Life.